# Maxwell Knight
Charles Henry Maxwell Knight OBE (geboren 9. Juli 1900 in South Norwood, London; gestorben 27. Januar 1968) war ein britischer Geheimdienstmitarbeiter und Autor von Naturbüchern. Er gilt als eines der Vorbilder der Figur des Agentenführers „M“ in den Verfilmungen von Ian Flemings James-Bond-Romanen.

## Leben
Maxwell Knight wuchs in London auf und wurde gegen Ende des Ersten Weltkriegs noch Soldat der Royal Navy. Danach übte er verschiedene Tätigkeiten aus. Er wurde 1923 aus dem Umfeld des britischen Secret Intelligence Service (MI6) als Agent angeworben, um die entstehende Faschistenszene der British Fascisti zu beobachten. Es ist unklar, wieweit er sich die faschistische Ideologie zu eigen machte. Ab Mitte der 1920er Jahre betätigte er sich auch als Agentenwerber. Knight veröffentlichte in dieser Zeit einen Spionageroman. 1936 wurde er Abteilungsleiter beim Security Service (MI5).
Mit Hilfe der von ihm angeworbenen Olga Gray sorgte er 1938 für die Inhaftierung und Verurteilung mehrerer Agenten der Sowjetunion im Umkreis der Communist Party of Great Britain. Kurz vor Kriegsbeginn warnte er den britischen Faschisten William Joyce vor einer drohenden Verhaftung, Joyce setzte sich daraufhin nach Berlin ab. 1940 überführte er den US-amerikanischen Botschaftsangehörigen Tyler Kent, der Dokumente aus dem Funkverkehr zwischen Churchill und Roosevelt den Deutschen zuspielen wollte. Während des Zweiten Weltkriegs wurde er zum Major befördert. Er wurde 1943 zum Officer of the Order of the British Empire ernannt. Knight schied 1956 aus gesundheitlichen Gründen aus dem Geheimdienst aus.
Die Figur des Agentenführers Brotherhood in John le Carrés Roman A Perfect Spy ist an Knight orientiert; Knight war Vorgesetzter le Carrés in dessen Agentenzeit. Knight gilt als ein Vorbild für die James-Bond-Roman- und Filmfiguren M und Q.
Knight war Tierliebhaber und im Jahr 1947 war er Mitgründer der „British Herpetological society“ (Herpetologe). Er schrieb eine Vielzahl an Tierbüchern und Broschüren für den jugendlichen Tierfreund und produzierte seit 1946 Radiosendungen beim BBC. Er trat an der Seite von David Attenborough auch in Natursendungen des Fernsehens auf.

## Schriften (Auswahl)
- Crime Cargo. Roman. London: Philip Allan. 1934
- Gunman’s Holiday. Roman. London: Philip Allan. 1935. Dennis Wheatley und seiner Frau gewidmet.
- Pets, usual and unusual. Routledge and Kegan Paul, London 1951
- The Young Naturalists Field Guide. G. Bell, London 1952
- Keeping reptiles and fishes. London, Nicholson and Watson, 1952
- Bird Gardening: How to Attract Birds. London: Routledge & Kegan Paul. 1954
- A Cuckoo in the House. Methuen, London 1955
- Animals after dark. Routledge & K. Paul, London 1956
- British amphibians, reptiles and pond dwellers. Museum Press, London 1956
- Maxwell Knight Replies. 225 Natural History Questions Answered. Illustrationen Rona Cloy. Routledge & Kegan Paul, London 1959
- Taming and handling animals. London, Bell, 1959
- Frogs, Toads and Newts in Britain. Brockhampton Press, London 1962
- Animals and ourselves. Hodder and Stoughton, London 1962
- Hedgehogs. Sunday Times, London 1962
- mit L. Harrison Matthews: Senses of animals. Museum Press, London 1963
- My pet friends. Frederick Warne, London 1964
- Birds as living things: an introduction to the study of birds. Illustrationen R.A. Richardson. Collins, London 1964
- Reptiles in Britain. Heinemann, London 1965
- The small water mammals. Illustrationen Barry Driscoll. McGraw-Hill, New York 1968
- Pets and their Problems : a guide for animal lovers. Heinemann, London 1968
- Be a Nature Detective. Illustrationen Reginald Ben Davis. Warne, London 1969.
- Tortoises and how to keep them. Illustrationen John Norris Wood. Brockhampton Press, Leicester 1970
- „Spectre of destruction“: The Lost Manuscript of the Real-Life 'M' , in: The Guardian, 28. Oktober 2015